# Silêncio (livro)
Silêncio (em inglês:  Silence) é um romance ficcional sobre anjos da escritora norte-americana Becca Fitzpatrick, lançado em 4 de Outubro de 2011, nos Estados Unidos. É a continuação de Crescendo, sendo o terceiro volume da série Hush, Hush, best-seller do The New York Times.

## História
Nora Grey não consegue se lembrar dos últimos cinco meses. Depois do choque inicial de acordar em um cemitério e descobrir que ficou desaparecida por semanas, ela precisa retomar sua rotina, voltar à escola, reencontrar a melhor amiga, Vee, e ainda aprender a conviver com o novo namorado da mãe. Em meio a tudo isso, Nora é assombrada por constantes pensamentos com a cor preta, que surge em sua mente nos momentos mais improváveis e parece conversar com ela. Alucinações, visões de anjos, criaturas sobrenaturais. Aparentemente, nada disso tem a ver com sua antiga vida. A sensação é de que parte dela se perdeu. É então que o caminho de Nora cruza o de um sexy desconhecido, a quem ela se sente estranhamente ligada. Ele parece saber todas as respostas... e também o caminho até o coração de Nora. Cada minuto a seu lado confirma isso, até que Nora se dá conta de que pode estar apaixonada.De novo “O relacionamento tempestuoso entre Nora e Patch, o típico bad-boy, é verdadeira e perturbadoramente sedutor.” 
Logo no início, as pessoas mentem para Nora,na intenção de esconder sobre Patch

## Sequência
O último livro da série Hush, Hush se chama Finale, e foi lançado em 23 de outubro de 2012, nos Estados Unidos. No Brasil, o livro foi lançado no dia 18 de janeiro de 2013.

## Livros
- Hush, Hush
- Crescendo
- Silence
- Finale